# Карб
Карб (фр. Carbes, окс. Carbas) — коммуна во Франции, находится в регионе Юг — Пиренеи. Департамент — Тарн. Входит в состав кантона Плен-де-л’Агу. Округ коммуны — Кастр.
Код INSEE коммуны — 81058.

## География

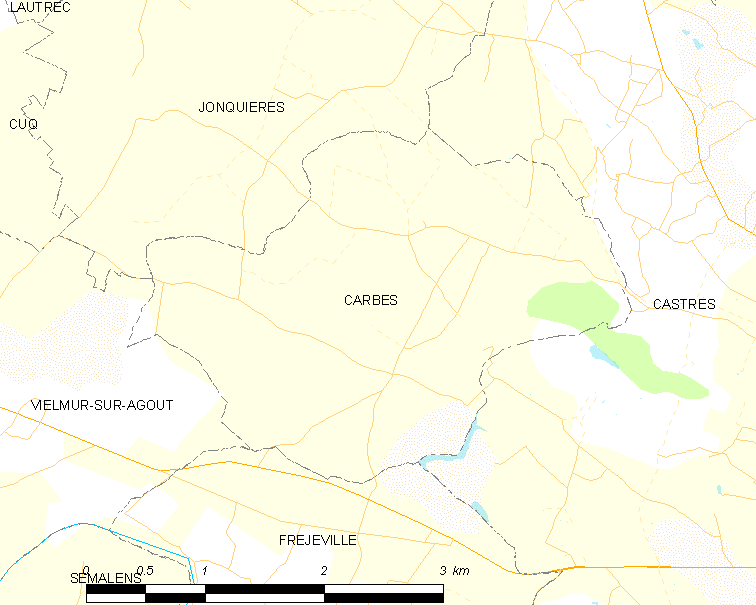
Карта коммуны

Коммуна расположена приблизительно в 580 км к югу от Парижа, в 60 км восточнее Тулузы, в 32 км к югу от Альби.

## Климат
Климат умеренно-океанический. Зима мягкая и дождливая, лето жаркое с частыми грозами. Ветры довольно редки.

## Население
Население коммуны на 2010 год составляло 177 человек.
| 1962 | 1968 | 1975 | 1982 | 1990 | 1999 | 2010 |
| ---- | ---- | ---- | ---- | ---- | ---- | ---- |
| 162  | 153  | 126  | 135  | 163  | 182  | 177  |

## Экономика
В 2007 году среди 130 человек в трудоспособном возрасте (15—64 лет) 100 были экономически активными, 30 — неактивными (показатель активности — 76,9 %, в 1999 году было 76,7 %). Из 100 активных работали 94 человека (49 мужчин и 45 женщин), безработных было 6 (1 мужчина и 5 женщин). Среди 30 неактивных 12 человек были учениками или студентами, 14 — пенсионерами, 4 были неактивными по другим причинам.